# Jeux parapanaméricains de 2003
Navigation
Édition précédente Édition suivante
Les Jeux parapanaméricains de 2003 sont la deuxième édition des Jeux parapanaméricains, compétition multisports réservée aux athlètes handisports des Amériques. Ces Jeux se tiennent du 3 au 10 décembre 2003 à Mar del Plata, en Argentine.
1 200 sportifs provenant de 28 pays (dont cinq pays ne faisant pas partie du continent américain) participent à ces Jeux parapanaméricains, qualificatifs pour les Jeux paralympiques d'été de 2004. 
| \| Mar del Plata \| Localisation de Mar del Plata en Argentine |
| Mar del Plata                                                  |

## Tableau des médailles
Ci-dessous est présenté le classement des médailles des Jeux parapanaméricains de 2003. Ce tableau est trié par défaut selon le nombre de médailles d'or, puis, en cas d'égalité, selon le nombre de médailles d'argent, et enfin selon le nombre de médailles de bronze. En cas d'égalité parfaite, la convention est de lister les pays par ordre alphabétique. 
- Pays organisateur

| Rang | Nation     | Or  | Argent | Bronze | Total |
| ---- | ---------- | --- | ------ | ------ | ----- |
| 1    | Mexique    | 101 | 74     | 45     | 220   |
| 2    | Brésil     | 81  | 53     | 31     | 165   |
| 3    | Venezuela  | 49  | 48     | 41     | 138   |
| 4    | Argentine  | 30  | 20     | 22     | 72    |
| 5    | Canada     | 13  | 7      | 3      | 23    |
| 6    | Uruguay    | 4   | 3      | 2      | 9     |
| 7    | Colombie   | 5   | 6      | 9      | 20    |
| 8    | Pérou      | 2   | 2      | 2      | 6     |
| 9    | Costa Rica | 4   | 1      | 2      | 7     |
| 10   | États-Unis | 2   | 6      | 9      | 17    |
| 11   | Cuba       | 2   | 3      | 2      | 7     |
| 12   | Chili      | 1   | 5      | 6      | 12    |
| 13   | Équateur   | 1   | 1      | 1      | 3     |
| 14   | Bolivie    | 0   | 1      | 1      | 2     |
| 15   | Jamaïque   | 0   | 1      | 1      | 2     |